# Ritter und Stark
Till Ritter und Felix Stark sind fiktive Figuren aus der Krimireihe Tatort und arbeiten in der 5. Mordkommission des Berliner LKA. Sie werden von Dominic Raacke und Boris Aljinovic gespielt. Von 1999 bis 2000 ermittelte Ritter zusammen mit Robert Hellmann in sechs Folgen, den danach Aljinovic als Felix Stark ersetzte. Der Sender Freies Berlin (SFB) und der Rundfunk Berlin-Brandenburg (RBB) produzierten die Filme von 2001 bis 2014.
Nachfolger von Ritter und Stark als Berliner Tatort-Ermittler sind Rubin und Karow, die seit 2015 ermitteln.

## Hintergrund
Drehort war die Bundeshauptstadt Berlin mit ihren vielfältigen Schauplätzen. 
Der Sender Freies Berlin fusionierte 2003 mit dem Ostdeutschen Rundfunk Brandenburg (ORB), sodass seit dem 1. Mai 2003 alle weiteren Produktionen als Rundfunk Berlin-Brandenburg (RBB) erfolgen.

## Figuren aus den Berliner Tatort-Folgen

### Till Ritter
Kriminalhauptkommissar Till Ritter (* 17. August 1958 in Marburg) wird von Dominic Raacke gespielt.
Er hatte in Berlin ein Studium begonnen, wechselte aber zur Polizei, da er als Taxifahrer Zeuge eines brutalen Gewaltverbrechens geworden war. Seine Ortskenntnisse sind ihm bei der Polizeiarbeit sehr von Vorteil. Durch seine respektablen Ermittlungserfolge bringt er es rasch zum Hauptkommissar. Zunächst arbeitete er bei der Mordkommission des LKA mit seinem Partner Robert Hellmann zusammen. Mit ihm verstand er sich auch privat sehr gut und zieht mit ihm nicht selten durch die Berliner Club- und Kneipenszene. Da sein Partner Witteck bei einem Banküberfall erschossen wurde, versucht er möglichst ohne Gewalt auszukommen. Dementsprechend sind seine Schießkünste äußerst mager, aber Auseinandersetzungen scheut er deshalb nicht. Mit Frauen flirtet er sehr gern und auch erfolgreich, aber zu einer festen Beziehung kommt es nie. Er spielt sehr gern und wettet auch schon mal beim Pferderennen oder beim Billard. Das Risiko und die Lust am Spiel machen den Reiz für ihn aus. Gewinnen ist nicht so wichtig.

### Felix Stark

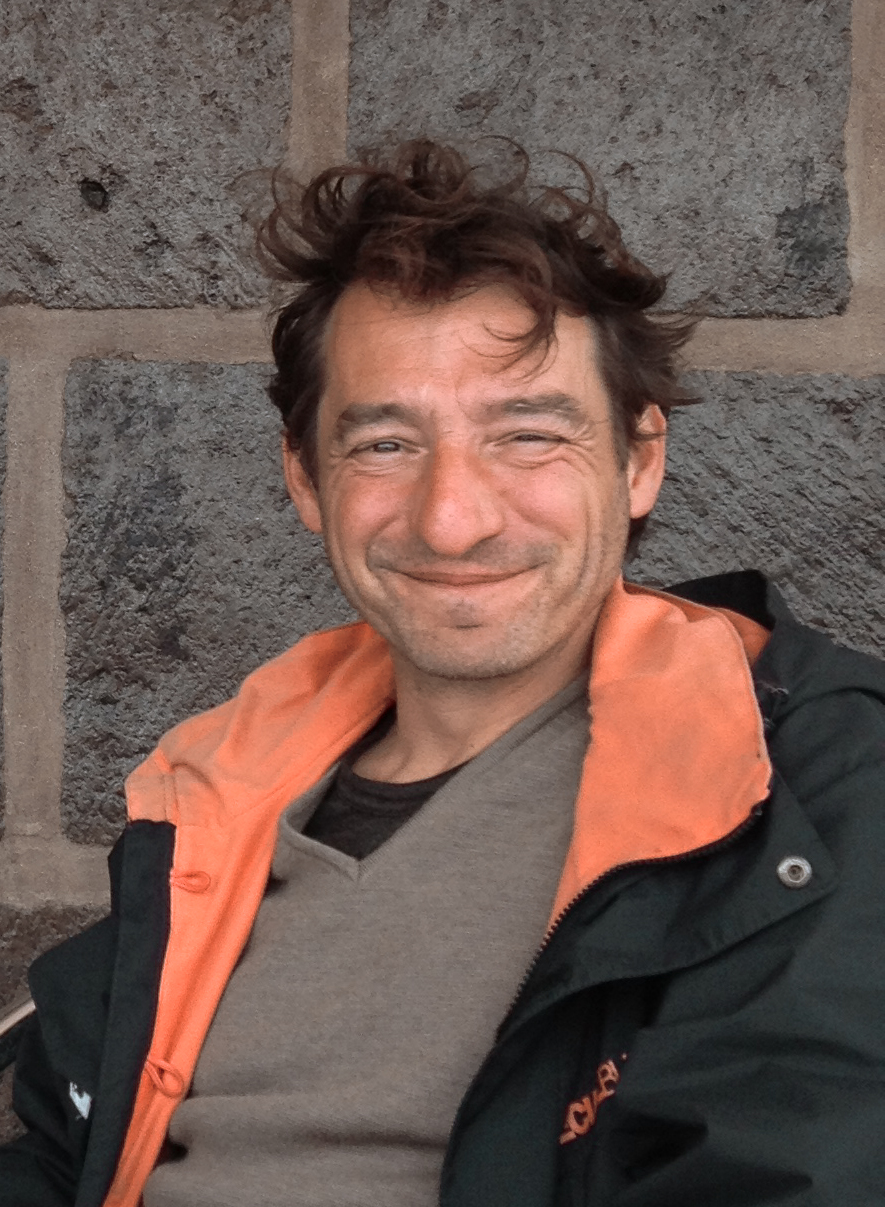
Boris Aljinovic spielte Felix Stark

Boris Aljinovic spielt den Kriminalhauptkommissar Felix Stark. Er ist in den 1960er Jahren in Berlin geboren, hatte zunächst vier Semester Kunst studiert, aber dann die Hochschulausbildung abgebrochen. Nebenbei hat er sogar Comics gezeichnet. In der Absicht, eine Familie zu gründen, entschloss er sich zu einer soliden Polizeilaufbahn. Doch seine Ehe hielt nicht lange. Louisa verließ ihr Kind und Felix wegen eines Dirigenten, mit dem sie nun in Frankfurt lebt. Als alleinerziehender Vater lebt er mit Sebastian bei seiner Mutter. Er erzieht ihn seit dessen zweiten Lebensjahr allein und so fällt es ihm schwer loszulassen, als Basti auf ein College nach England geht.
Stark begann seine Laufbahn zunächst im Raubdezernat und wechselte dann zum Landeskriminalamt in die 5. Mordkommission. Er ist bodenständig, einfühlsam, liebt die analytische Arbeit am Menschen und hat gerade zu Kindern einen besonders guten Draht. Er ist freundlich und zurückhaltend, kann aber auch schon mal ganz unerwartet ironische Spitzen verschießen.
Die Anfangszeit mit Till Ritter war nicht einfach, da er von ihm nicht richtig ernst genommen wurde. Er musste sich so manche beleidigende Schimpfwörter anhören, was oft mit seiner geringen Körpergröße zu tun hat. Obwohl oder gerade weil sie beide so unterschiedlich sind, harmonieren sie später sehr gut miteinander.

### Lutz Weber

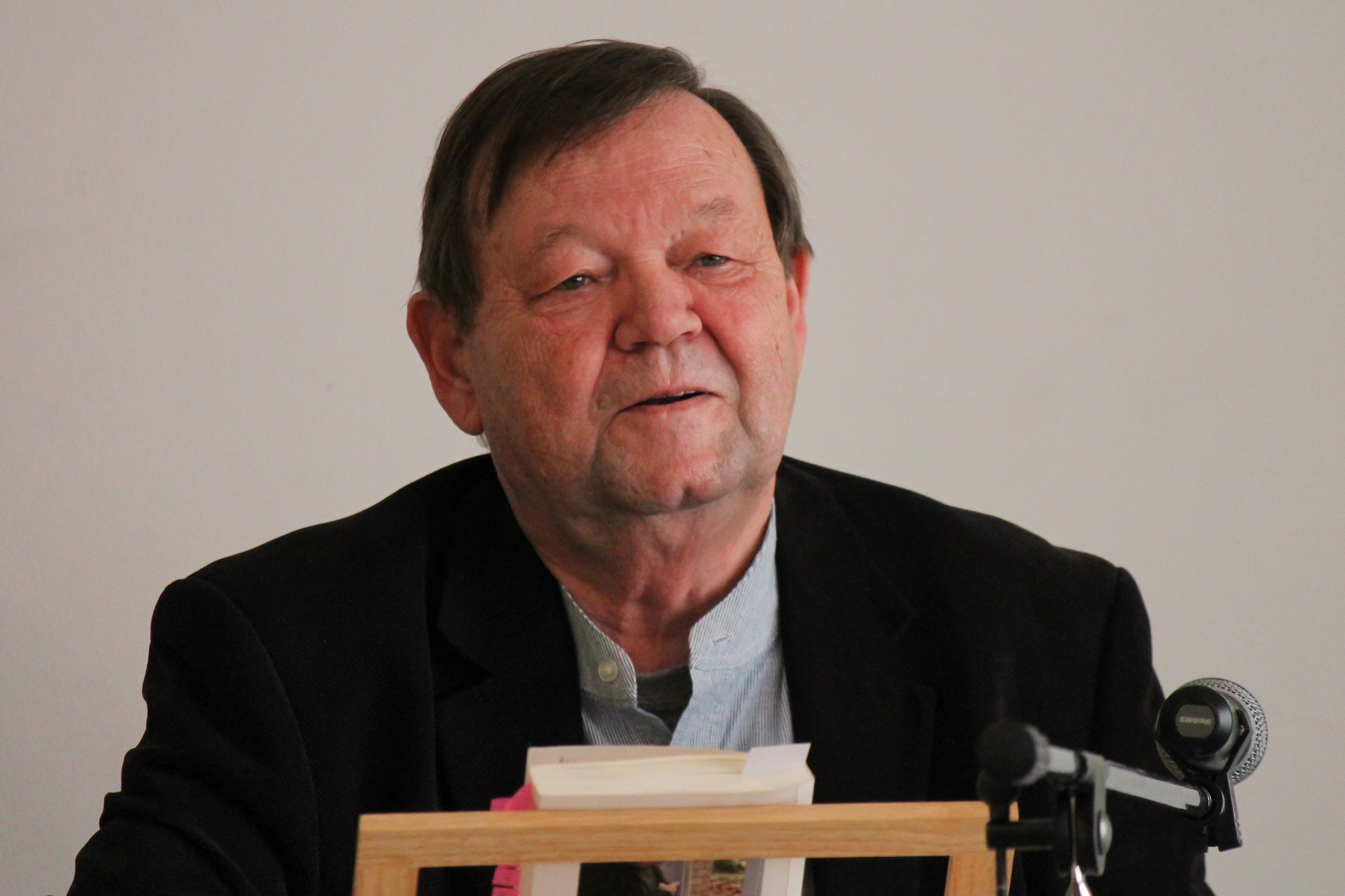
Ernst-Georg Schwill spielte Lutz Weber

Kommissar Lutz Weber, gespielt von Ernst-Georg Schwill, ist Mitte der 1940er Jahre geboren und stammt noch aus den Zeiten der Volkspolizei. Er ist ein verlässlicher Mitarbeiter und „ein Mann für alle Fälle“. Auch er begann, wie Felix Stark, im Raubdezernat, wechselte später zur Mordkommission, wo auch er es am Anfang mit Till Ritter nicht leicht hatte. Aber er ist ein Gemütsmensch mit gesundem Menschenverstand und solider Grundausbildung.
Durch seinen trockenen Berliner Humor gelingt es ihm oft auch mal, die ungeliebten Wahrheiten auszusprechen. Ganz besonders, wenn er, wie fast immer, vor seinen beiden Kollegen am Tatort ist und auch schon mal einen Kaffee besorgt. Meist ist er jedoch im Innendienst, um zu recherchieren, Akten zu bearbeiten oder alle möglichen anderen Kleinigkeiten zu organisieren.

### Wiegand
Veit Stübner spielte von 1999 bis 2009 in 15 Folgen den Kriminaldirektor Wiegand.

### Robert Hellmann

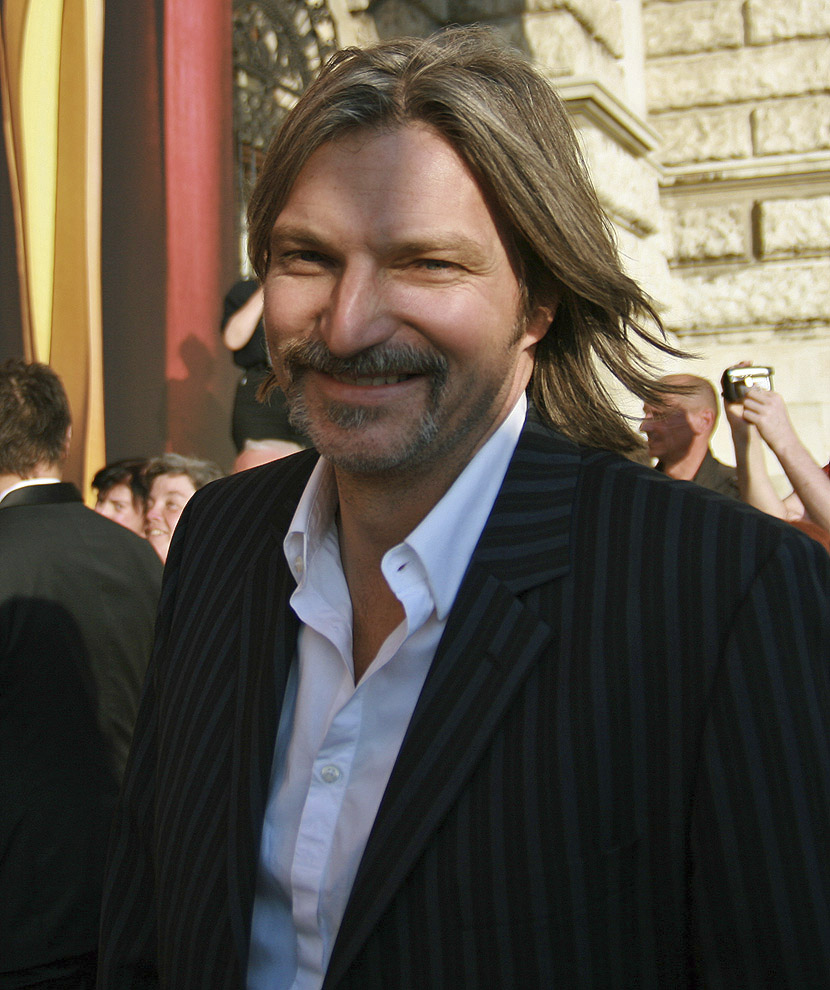
Stefan Jürgens spielte Robert Hellmann.

Kriminalhauptkommissar Robert Hellmann (Stefan Jürgens) ermittelt von 1999 bis 2000 an der Seite von Till Ritter in 6 Folgen.
Hellmann ist am 12. Oktober 1963 geboren und besitzt geradezu ein fotografisches Gedächtnis. Dementsprechend ist er ein sehr genauer Beobachter und hat einen ausgeprägten Gerechtigkeitssinn. Fachliche Kompetenz paart sich oft mit außerordentlichem Mut, um Kollegen oder Opfer zu schützen. Die Tatsache, dass die Täter meist einen Schritt voraus sind, lässt ihn oft verzweifeln. Deshalb quittiert er auch eines Tages den Dienst, um als Sicherheitschef an der Frankfurter Börse zu arbeiten. 
Hellmann ist sportlich und durchaus modebewusst. Mit Ritter versteht er sich auch privat sehr gut, sodass sie oft auch nach Feierabend Zeit miteinander verbringen und durch die Berliner Kneipen ziehen. An sich hätte er gern Familie, aber der Beruf lässt keine längere Bindung zu. Er spielt gern Darts und trifft als Linkshänder sogar sehr gut. Handwerklich ist er dagegen nicht sehr begabt, kocht dafür aber gut.

## Fälle
| Fall | Titel                                        | Erstausstrahlung | Folge | Drehbuch                                  | Regie               | Besonderheiten |
| ---- | -------------------------------------------- | ---------------- | ----- | ----------------------------------------- | ------------------- | --- |
| 1    | Dagoberts Enkel                              | 25. Jul. 1999    | 417   | Horst Freund, Thomas Wittenburg           | Hajo Gies           | Erster Fall mit Hellmann und erster Fall mit Ritter |
| 2    | Tödliches Labyrinth                          | 12. Dez. 1999    | 430   | Christian Jeltsch, Fedor Mosnak           | Dieter Berner       | |
| 3    | Blüten aus Werder                            | 13. Feb. 2000    | 436   | Andreas Pflüger                           | Pete Ariel          | |
| 4    | Von Bullen und Bären                         | 04. Jun. 2000    | 445   | Pim Richter                               | Thomas Freundner    | |
| 5    | Das letzte Rodeo                             | 09. Jul. 2000    | 446   | Thomas Wittenburg, Horst Freund           | Pete Ariel          | |
| 6    | Der Trippler                                 | 20. Aug. 2000    | 451   | Danuta Harrich-Zandberg, Norbert Sütsch   | Michael Lähn        | Letzter Fall mit Hellmann |
| 7    | Berliner Bärchen                             | 25. Mär. 2001    | 466   | Andreas Pflüger, Pim Richter              | Detlef Röhnfeldt    | Erster Fall mit Stark |
| 8    | Der lange Arm des Zufalls                    | 08. Jul. 2001    | 473   | Lienhard Wawrzyn                          | Ralph Bohn          | |
| 9    | Tot bist Du!                                 | 05. Aug. 2001    | 476   | Daniela Mohr                              | Diethard Küster     | |
| 10   | Zahltag                                      | 24. Mär. 2002    | 495   | Pim Richter                               | Peter F. Bringmann  | |
| 11   | Filmriss                                     | 18. Aug. 2002    | 508   | Horst Freund                              | Ralph Bohn          | |
| 12   | Zartbitterschokolade                         | 15. Dez. 2002    | 518   | Gerhard Rekel                             | Erhard Riedlsperger | |
| 13   | Die Liebe und ihr Preis                      | 09. Feb. 2003    | 524   | Andreas Pflüger                           | Erhard Riedlsperger | |
| 14   | Rosenholz                                    | 06. Jul. 2003    | 537   | Pim Richter                               | Peter Ristau        | erste Produktion als RBB |
| 15   | Dschungelbrüder                              | 26. Okt. 2003    | 544   | Lars Becker                               | Lars Becker         | |
| 16   | Eine ehrliche Haut                           | 04. Jan. 2004    | 554   | Ralph Bohn                                | Ralph Bohn          | |
| 17   | Der vierte Mann                              | 09. Mai 2004     | 567   | Hartmann Schmige                          | Hannu Salonen       | |
| 18   | Todesbrücke                                  | 13. Mär. 2005    | 591   | Frauke Hunfeld                            | Christine Hartmann  | |
| 19   | Leiden wie ein Tier                          | 16. Okt. 2005    | 610   | Scarlett Kleint, Ilse Biberti             | Uwe Janson          | |
| 20   | Kunstfehler                                  | 17. Apr. 2006    | 628   | Pim Richter                               | Hartmut Griesmayr   | |
| 21   | Liebe macht blind                            | 19. Nov. 2006    | 647   | Stefan Rogall                             | Peter Fratzscher    | |
| 22   | Dornröschens Rache                           | 25. Mär. 2007    | 660   | Frauke Hunfeld                            | Christine Hartmann  | |
| 23   | Schleichendes Gift                           | 09. Dez. 2007    | 682   | Thomas Kirchner                           | Uwe Janson          | |
| 24   | Tod einer Heuschrecke                        | 16. Mär. 2008    | 691   | Hartmann Schmige                          | Ralph Bohn          | |
| 25   | Blinder Glaube                               | 31. Aug. 2008    | 703   | Andreas Pflüger                           | Jürgen Bretzinger   | |
| 26   | Oben und unten                               | 19. Apr. 2009    | 730   | Natja Brunckhorst                         | Nils Willbrandt     | |
| 27   | Schweinegeld                                 | 01. Nov. 2009    | 746   | Christoph Silber, Thorsten Wettcke        | Bodo Fürneisen      | |
| 28   | Hitchcock und Frau Wernicke                  | 24. Mai 2010     | 764   | Klaus Krämer                              | Klaus Krämer        | |
| 29   | Die Unmöglichkeit, sich den Tod vorzustellen | 26. Sep. 2010    | 773   | Beate Langmaack                           | Christine Hartmann  | |
| 30   | Edel sei der Mensch und gesund               | 03. Apr. 2011    | 796   | Gerhard J. Rekel, Dinah Marte Golch       | Florian Froschmayer | |
| 31   | Mauerpark                                    | 23. Okt. 2011    | 815   | Heiko Schier                              | Heiko Schier        | |
| 32   | Alles hat seinen Preis                       | 01. Apr. 2012    | 833   | Hartmut Block, Michael Gantenberg         | Florian Kern        | |
| 33   | Dinge, die noch zu tun sind                  | 18. Nov. 2012    | 850   | Jörg Tensing                              | Claudia Garde       | Tatort im Rahmen der ARD-Themenwoche „Leben mit dem Tod“. |
| 34   | Machtlos                                     | 06. Jan. 2013    | 858   | Klaus Krämer                              | Klaus Krämer        | |
| 35   | Gegen den Kopf                               | 08. Sep. 2013    | 880   | Stephan Wagner                            | Stephan Wagner      | |
| 36   | Großer schwarzer Vogel                       | 09. Feb. 2014    | 899   | Titus Selge, Jochen Greve, Britta Stöckle | Alexander Dierbach  | letzte Folge mit Dominic Raacke als KHK Ritter |
| 37   | Vielleicht                                   | 16. Nov. 2014    | 922   | Klaus Krämer                              | Klaus Krämer        | einzige Folge mit Boris Aljinovic als KHK Stark als Alleinermittler ohne KHK Ritter, letzter Fall für Hauptkommissar Stark, Tatort im Rahmen der ARD-Themenwoche „Anders als du denkst“. |